# Susi Caramelo
Susana Cabero Jaén (l'Hospitalet de Llobregat, 18 de setembre de 1980), més coneguda com a Susi Caramelo, és una presentadora, reportera i humorista catalana coneguda per les seves intervencions en els programes de televisió Las que faltaban i Cero en historia. Posteriorment, va fer el salt com a presentadora del seu propi programa a #0 titulat Caramelo.

## Biografia
Susana Cabero Jaén va néixer el 18 de setembre de 1980 a l'Hospitalet de Llobregat. Va estudiar un cicle d'Administració i Finances abans de formar-se en interpretació a diverses escoles de Barcelona. Posteriorment, va començar a treballar com a hostessa de producció. Després de conèixer diversos còmics i guionistes va representar diversos dels seus textos en actuacions teatrals. Després de conèixer la seva veritable vocació i quedar finalista al concurs de comèdia «Los 4 de cuatro» es va mudar a Madrid per començar una carrera a la televisió.

## Carrera professional
El 2019 es va incorporar al programa d'humor de #0 Las que faltaban, presentat per Thais Villas. Al programa realitzava reportatges a fotoreclams, entrevistant diversos famosos, a més de col·laborar en plató. Després de dues temporades, el programa va ser cancel·lat i l'humorista va fitxar per #0 per a futurs projectes. Gràcies a la popularitat que va obtenir al programa, va començar a representar la seva pròpia obra teatral, amb la qual va realitzar una gira, titulada Pibonéxica. El 2020 es va incorporar com a col·laboradora al programa d'humor de #0 Cero en historia. A més, va començar el seu camí com a presentadora amb Caramelo, on entrevistava famosos, en clau d'humor.
El 2021 va participar en el llargmetratge de Fernando Colomo Poliamor para principiantes, on va compartir pantalla amb María Pedraza, Karra Elejalde o Toni Acosta. Al setembre del mateix any, va repetir la seva tasca com a presentadora, aquesta vegada al programa Susi Free, també a Movistar.

## Trajectòria

### Televisió
| Any         | Títol                     | Cadena         | Notes                      |
| ----------- | ------------------------- | -------------- | -------------------------- |
| 2008        | ¡Allá tú!                 | Telecinco      | Concursant                 |
| 2018        | CCNews                    | Comedy Central | Reportera                  |
| 2019        | Las que faltaban          | #0             | Col·laboradora i reportera |
| 2019 – 2020 | Dar cera, pulir 0         | #0             | Convidada                  |
| 2020 – 2021 | Cero en historia          | #0             | Col·laboradora             |
| 2021; 2023  | El hormiguero             | Antena 3       | Convidada                  |
| 2021        | Caramelo                  | #0             | Presentadora               |
| 2021        | Drag Race España          | Atresplayer    | Jutgessa convidada         |
| 2021        | Susi Free                 | #0             | Presentadora               |
| 2021 – 2023 | Pasapalabra               | Antena 3       | Convidada                  |
| 2022        | Deluxe                    | Telecinco      | Convidada                  |
| 2022 – 2023 | Rojo Caramelo             | #0             | Presentadora               |
| 2023        | Tu cara me suena          | Antena 3       | Concursant                 |
| 2023        | Zapeando                  | La Sexta       | Convidada                  |
| 2023        | José Mota Live Show       | La 1           | Col·laboradora             |
| 2023        | El puente de las mentiras | La 1           | Convidada                  |
| 2023        | Cuentos chinos            | Telecinco      | Col·laboradora             |

### Cinema
| Any  | Títol                       | Personatge | Director        |
| ---- | --------------------------- | ---------- | --------------- |
| 2021 | Poliamor para principiantes | Susi       | Fernando Colomo |

### Teatre
| Any         | Títol      | Personatge   | Notes        |
| ----------- | ---------- | ------------ | ------------ |
| 2019 – 2020 | Pibonéxica | Ella mateixa | Gira teatral |